# Edward C.T. Chao
Edward C.T. Chao, all'anagrafe Edward Ching-Te Chao (Suzhou, 30 novembre 1919 – Contea di Fairfax, 3 febbraio 2008), è stato un geologo statunitense.
È stato uno dei primi studiosi nel campo del metamorfismo da impatto, la branca della geologia che si occupa delle alterazioni che subiscono le rocce sottoposte ad impatti nei crateri meteoritici. È conosciuto in particolare per la scoperta di due dei minerali polimorfi della silice, che si generano con le alte pressioni: la Coesite e la Stishovite.

## Biografia
Chao arrivò negli Stati Uniti nel 1945 per insegnare il cinese alle truppe americane, in seguito andò all'Università di Chicago e vi si laureò in geologia (PhD) nel 1948. Nel 1949 fu assunto dal United States Geological Survey (USGS), dove lavorò fino al pensionamento nel 1994.
Chao nel corso della sua carriera all'USGS ha lavorato in molti campi, compresa l'ingegneria geologia, la geologia economica e la petrologia del carbone, ma il campo in cui è più conosciuto è la geologia impattistica e lo studio delle tectiti.
Poco dopo aver cominciato ad occuparsi delle tectiti nel 1960, Chao ricevette dei campioni di arenaria presi nelle vicinanze del Meteor Crater, in Arizona. Da questo materiale fu in grado di isolare un minerale insolito con un alto indice di rifrazione, che si rivelò essere un polimorfo del biossido di silicio che si forma ad alte pressioni. Chao chiamò il nuovo minerale Coesite in onore di Loring Coes Junior, lo scienziato che aveva sintetizzato in laboratorio lo stesso minerale sette anni prima.
Alcuni anni dopo Chao scoprì nelle stesse rocce provenienti dall'area del Meteor Crater un secondo minerale polimorfo del silicio che si forma alle alte pressioni: anche questo minerale era già stato sintetizzato in laboratorio ma non era ancora conosciuto in natura. Chao chiamò questo secondo minerale Stishovite in onore del mineralologo russo Sergei Michailovich Stishov che per primo lo aveva sintetizzato.
La Coesite e la Stishovite sono diventate in seguito la prova sicura di un impatto meteoritico essendo gli impatti meteoritici l'unico processo naturale che produce le alte pressioni necessarie per trasformare il quarzo ordinario nei due minerali. Quando Chao scoprì la Coesite e la Stishovite nelle rocce del cratere di Nördlingen in Baviera, ne accertò definitivamente la sua origine da impatto.
Chao ha aperto la strada in molti campi delle ricerche sulle tectiti: ha scoperto la presenza del ferro-nichel in esemplari di Filippinidi, questa scoperta ha contribuito a stabilire che le tectiti sono prodotte dagli impatti meteoritici. Inoltre ha scoperto sulle tectiti prove del loro attraversamento dell'atmosfera terrestre, questo fatto lo ha portato a supporre che gli impatti meteoritici che hanno dato origine alle tectiti siano avvenuti sulla Luna, conclusione che oggi non è più accettata dagli specialisti del settore.
È stato uno dei ricercatori responsabili dei gruppi che hanno eseguito le analisi preliminari sulle rocce lunari riportare a Terra dalle missioni Apollo.

## Riconoscimenti
- Medaglia John Price Wetherill dal Franklin Institute, 1965
- Barringer Award

1992 - per il suo lavoro sulla geologia impattistica
- Alexander von Humboldt Foundation Senior U.S. Scientist Award

## Omaggi
- L'asteroide 3906 Chao è stato così battezzato in suo onore.
- Un minerale del carbonio prodotto negli impatti meteoritici, scoperto nel cratere meteoritico di Nördlinger Ries è stato chiamato chaoite in suo onore.